# Sulfuro de cobre(I)
El sulfuro de cobre(II) o sulfuro cuproso es un compuesto químico inorgánico, del grupo de las sales, que está constituido por  cobre y azufre, cuya fórmula química es {\displaystyle {\ce {Cu2S}}}. Se encuentra en la naturaleza en el mineral calcocita. Tiene un estrecho rango estoiquimétrico desde Cu1.997S a Cu2.000S.

## Preparación y reacciones
El Cu2S se puede preparar calentando fuertemente el cobre en vapor de azufre o H2S. La reacción del polvo de cobre en el azufre fundido produce rápidamente Cu2S, mientras que los gránulos de cobre requieren una temperatura mucho más alta. Cu2S reacciona con el oxígeno para formar SO2:
2 Cu2S + 3 O2 → 2 Cu2O + 2 SO2
En la producción de cobre, dos tercios del sulfuro de cobre fundido se oxida como se indicó anteriormente, y el Cu2O reacciona con el Cu2S no oxidado para dar metal de Cu:
Cu2S + 2 Cu2O → 6 Cu + SO2

## Estructura
Hay dos formas de sulfuro cuproso; una forma monoclínica a baja temperatura ("low-chalcocite") que tiene una estructura compleja con 96 átomos de cobre en cada celda y una forma hexagonal estable por encima de 104 °C .